# Wyspa Szokalskiego
Wyspa Szokalskiego (ros. Остров Шокальского) – rosyjska wyspa arktyczna, położona na Morzu Karskim, u wejścia do Zatoki Obskiej, przy północnym krańcu półwyspu Gydańskigo. Od półwyspu dzieli ją Cieśnina Gydańska o szerokości 5 km. Powierzchnia wyspy to prawie 430 km². Ma ona charakter nizinny, z wysokościami do 27 m n.p.m. Porasta ją tundra, panuje tu klimat polarny.
Wyspa została nazwana na cześć Julija Szokalskiego, rosyjskiego oceanografa i kartografa.
Wyspa leży w całości na terenie Gydańskiego Parku Narodowego.